# Liste der Bodendenkmale in Reppenstedt
In der Liste der Bodendenkmale in Reppenstedt sind alle Bodendenkmale der niedersächsischen Gemeinde Reppenstedt aufgelistet. Die Quelle ist der Denkmalatlas Niedersachsen. Der Stand der Liste ist der 28. September 2024.

## Allgemein
In den Spalten finden sich folgende Informationen des Bodendenkmales :
- Lage        : geographische Koordinaten
- Bezeichnung : Bezeichnung lt. Denkmalatlas
- Beschreibung: Beschreibung lt. Denkmalatlas
- ID          : Objekt-ID
- Bild        : Bild, ggf. zusätzlich mit Link zu weiteren Fotos im Medienarchiv Wikimedia Commons.

## Dachtmissen
| Lage                         | Bezeichnung               | Beschreibung | ID       | Bild |
| ---------------------------- | ------------------------- | --- | -------- | ---- |
| 53° 15′ 17″ N, 10° 17′ 13″ O | Dachtmissen 1, Grabhügel  | Rund, Dm. 15 m; H. 1,1 m. Rand abgesetzt, alte längliche Kuppenmulde. Oberfläche von Pflanzfurchen überzogen. Zwei Nordwest-Südost verlaufende Schneisen mit Holzrückspuren.                                                                             | 28932679 | BW   |
| 53° 15′ 15″ N, 10° 17′ 14″ O | Dachtmissen 2, Grabhügel  | Ursprünglich rund, Dm. 10 m; H. 0,6 m. Ein in Richtung Nordnordwest-Südsüdost verlaufender Waldweg mit Fahrspur. | 28932681 | BW   |
| 53° 15′ 6″ N, 10° 18′ 24″ O  | Dachtmissen 3, Grabhügel  | Rund, Dm. 13 m; H. 0,6 m. Über den Hügel verläuft eine Schneise in Richtung Ostsüdost-Westnordwest mit Holzrückspur. Von in Richtung Ostsüdost-Westnordwest verlaufenden Pflanzfurchen überzogen.                                                        | 28932683 | BW   |
| 53° 15′ 3″ N, 10° 18′ 6″ O   | Dachtmissen 10, Grabhügel | Rund, Dm. 18 m; H. 0,9 m. Kuppe abgeflacht. Im Süd-Bereich vier freiliegende bis kopfgroße Granitsteine sichtbar. Eine Bohrung im Jahr 1994 ergab: Ca. 15 cm Waldboden, darunter ca. 30 cm „Bleichsand“, darunter zunächst braunen und dann gelben Sand. | 28932778 | BW   |
| 53° 15′ 31″ N, 10° 17′ 2″ O  | Dachtmissen 12, Grabhügel | Rund, Dm. 12 m; H. 0,6 m. Kuppe abgeflacht. Richtung Ost-West Schneise mit Holzrückspur. | 28932780 | BW   |
| 53° 15′ 6″ N, 10° 18′ 23″ O  | Dachtmissen 15, Grabhügel | Rund, Dm. 11 m; H. 0,4 m. Kuppe abgeflacht. Über den Hügel verläuft eine Ostsüdost-Westnordwest orientierte Schneise mit Holzrückspur. Schwache Pflanzfurchen.                                                                                           | 28932782 | BW   |
| 53° 15′ 21″ N, 10° 20′ 20″ O | Dachtmissen 19, Grabhügel | Rund, Dm. 15 m; H. 0,65 m. Kuppe plateauartig abgeflacht, darin einige Dellen. | 28932446 | BW   |
| 53° 15′ 24″ N, 10° 20′ 26″ O | Dachtmissen 20, Grabhügel | Fast rund, Dm. 25 m; H. 1,2 m. Über die Ost-Hälfte führt ein Nordnordost-Südsüdwest verlaufender Waldweg, westlich des Weges eine weite, flache Mulde, sowie weitere Mulden.                                                                             | 28932448 | BW   |

### Dachtmissen 4
- ID:28931425
- Ca. 450 m südwestlich von Dachtmissen liegt auf einer fast ebenen, im West-Teil (FStNr. 6) nach Südwesten geneigten Hochfläche eine Gruppe von sechs ursprünglich runden Grabhügeln, von denen einer (FStNr. 6) aufgrund von Beschädigungen durch die Feldbestellung heute oval ist. Dm. 12 – 18 m; H. 0,7 – 1,2 m. FStNr. 9 ist im Zentrum ausgekoffert, die Böschung ist aber erhalten.

| Lage                         | Bezeichnung   | Beschreibung | ID       | Bild |
| ---------------------------- | ------------- | --- | -------- | ---- |
| 53° 14′ 57″ N, 10° 18′ 33″ O | Dachtmissen 4 | Ost-Rand durch angrenzenden Acker geschnitten, daher heute oval und Nord-Süd-orientiert. L. 15 m; Br. 12 m; H. 1 m. Kuppe abgeflacht und leicht eingetieft.                                                                        | 28931427 | BW   |
| 53° 14′ 57″ N, 10° 18′ 33″ O | Dachtmissen 5 | Rund, Dm. 12 m; H. 0,7 m. Rand auslaufend. Durch Kuppe eine Nord-Süd orientierte rinnenförmige Eintiefung. | 28931429 | BW   |
| 53° 14′ 59″ N, 10° 18′ 29″ O | Dachtmissen 6 | Rund, Dm. 14 m; H. noch 0,9 m. In der Kuppe eine weite, flache Mulde, in der Südwest-Böschung weitere Eingrabung. Am Südwest-Rand durch Pflanzfurchen einer Maschinenpflanzung gestört, dort faust- bis kopfgroße Steine sichtbar. | 28931431 | BW   |
| 53° 14′ 59″ N, 10° 18′ 32″ O | Dachtmissen 7 | Fast rund, Dm. 18 m; H. 1,2 m. Kuppe abgeflacht und leicht eingesenkt, Rand abgesetzt. Am Südost-Rand einzelne faust- bis überkopfgroße Granitsteine.                                                                              | 28931530 | BW   |
| 53° 15′ 0″ N, 10° 18′ 32″ O  | Dachtmissen 8 | Fast rund, Dm. 14,5 m; H. 0,9 m. Kuppe abgeflacht. | 28931532 | BW   |
| 53° 15′ 0″ N, 10° 18′ 33″ O  | Dachtmissen 9 | Fast rund, Dm. 16 m. Kuppe ausgekoffert. Böschungskranz im Osten 1,4 m und im Westen 0,7 m hoch. Am Ost-Rand (Acker) überkopfgroße Granitsteine.                                                                                   | 28931534 | BW   |

## Reppenstedt
| Lage                         | Bezeichnung                    | Beschreibung | ID       | Bild |
| ---------------------------- | ------------------------------ | --- | -------- | ---- |
| 53° 15′ 43″ N, 10° 21′ 28″ O | Reppenstedt-Lüneb. 1, Landwehr | | 35530463 | BW   |
| 53° 14′ 45″ N, 10° 20′ 44″ O | Reppenstedt 6, Grabhügel       | Fast rund, Dm. 20 m; H. 3 m. Kuppe flach und nach Süden geneigt. Böschung steil, auf der südöstlichen Böschung ein TP-Stein. Von Osten her ein Einschnitt in den Rand und die untere Böschung durch eine Trafostation. Der Rand reicht im Norden, Süden und Westen in die Nachbargrundstücke hinein. Im Norden und Westen verstellt, im Nordwesten teilweise abgetragen.                                               | 28931550 | BW   |
| 53° 14′ 38″ N, 10° 20′ 43″ O | Reppenstedt 7, Grabhügel       | Süd-Teil abgetragen, daher heute oval und Ost-West orientiert. L. 15 m; Br. 12 m; H. 1 m. In der Kuppe eine tiefe längliche Eingrabung. | 28931552 | BW   |
| 53° 14′ 21″ N, 10° 20′ 21″ O | Reppenstedt 19, Grabhügel      | Fast rund, Dm. 13 m; H. 0,9 m. Rand auslaufend. Oberfläche uneben, darin einige flache Mulden. | 28931556 | BW   |
| 53° 14′ 20″ N, 10° 20′ 23″ O | Reppenstedt 20, Grabhügel      | Fast rund, Dm. 17 m; H. 0,8 m. Rand (vor allem im Norden) abgesetzt. Kuppe abgeflacht, mit mehreren flachen Kuhlen. Süd-Bereich durch 4 m breiten Ost-West verlaufenden Reitweg (an der Gemarkungsgrenze entlang) beschädigt. Verschiedene große Steine des Steinkranzes freiliegend. | 28931558 | BW   |
| 53° 14′ 31″ N, 10° 19′ 58″ O | Reppenstedt 22, Grabhügel      | Nord-Bereich abgetragen (steile Abbruchkante), daher heute oval (nördlicher Hügelfuß erkennbar) und Ost-West orientiert. L. 14 m; Br. 6 m; H. ca. 0,8 m. Der (abgetragene) Nord-Bereich von Ost-West verlaufenden Fahrspur überzogen. | 28931656 | BW   |
| 53° 15′ 11″ N, 10° 21′ 23″ O | Reppenstedt 29, Landwehr       | | 35530499 | BW   |
| 53° 14′ 23″ N, 10° 21′ 19″ O | Reppenstedt 29, Landwehr       | | 50174014 | BW   |
| 53° 15′ 5″ N, 10° 22′ 9″ O   | Reppenstedt 36, Wassergraben   | Von der Landwehr nördlich der Eulenburg im Westen verläuft bis an die L216 der „Kranke Heinrich“, ein Wassergraben mit einer Gesamtlänge von ca. 1.800 m. Der „Kranke Heinrich“ ist ein Teilstück der ältesten Lüneburger Wasserleitung aus der zweiten Hälfte des 14. Jh. Die Wasserleitung wurde aus einer Quelle nahe der Landwehr in der Gemarkung Reppenstedt gespeist und lief weiter bis in die Stadt Lüneburg. | 34777478 | BW   |
| 53° 15′ 4″ N, 10° 21′ 34″ O  | Reppenstedt 36, Wassergraben   | | 50165835 | BW   |
| 53° 14′ 39″ N, 10° 20′ 43″ O | Reppenstedt 45, Grabhügel      | Oval, etwa Ost-West orientiert, Länge ca. 15 m, Breite ca. 13 m und Höhe ca. 0,6 – 0,8 m. Ostteil Höhe ca. 0,4 m. Im Süden, Westen und Norden deutlich abgesetzt und im Osten leicht auslaufend. | 48981397 | BW   |

### Reppenstedt 10
- ID:28932442
- Ca. 1,2 – 1,4 km nordwestl. von Reppenstedt liegt ein Grabhügelfeld. Die Gruppe umfasst zehn weit gestreut liegende Grabhügel; davon ist heute einer unregelmäßig ausgeprägt (FStNr. 17), zwei sind oval (FStNr. 11, 12), die übrigen annähernd rund. Der Dm. des kleinsten Hügels (FStNr. 18) beträgt 4 m; die Dm. bzw. gr. L. der übrigen 14 – 25 m; H. 0,2 – 1,3 m. Sie weisen unterschiedliche Beschädigungen auf.

| Lage                         | Bezeichnung    | Beschreibung | ID       | Bild |
| ---------------------------- | -------------- | --- | -------- | ---- |
| 53° 15′ 21″ N, 10° 20′ 36″ O | Reppenstedt 10 | Rund, Dm. 19 m; H. 1,3 m. Rand abgesetzt. In der Kuppe eine Mulde (Dm. 4,5 m; T. 0,5 m). | 28932450 | BW   |
| 53° 15′ 21″ N, 10° 20′ 40″ O | Reppenstedt 11 | Oval, Ost-West orientiert, L. 14 m; Br. 12 m; H: 1,1 m. Kuppe abgeflacht, Rand abgesetzt. | 28932452 | BW   |
| 53° 15′ 21″ N, 10° 20′ 33″ O | Reppenstedt 12 | Oval, Nord-Süd orientiert, L. 16,5 m; Br. 15,5 m; H. 1 m. Kuppe leicht eingedellt. | 28932454 | BW   |
| 53° 15′ 25″ N, 10° 20′ 32″ O | Reppenstedt 14 | Fast rund, Dm. 25 m; H. noch 1,15 m. Kuppe unregelmäßig abgeflacht, darin einzelne flache Mulden. Rand im Norden und Nordosten versteilt.                                                                                      | 28932456 | BW   |
| 53° 15′ 28″ N, 10° 20′ 35″ O | Reppenstedt 15 | Fast rund, Dm. 16,5 m; H. 0,9 m. In der Kuppe eine flache Mulde. Rand auslaufend und im Nordnordwesten unregelmäßig abgeflacht (vermutlich durch den Bau des Weges).                                                           | 28932458 | BW   |
| 53° 15′ 28″ N, 10° 20′ 39″ O | Reppenstedt 16 | Fast rund, Dm. 20 m; H. 1 m. Rand abgesetzt. In der Mitte eine weite, flache Mulde. | 28932460 | BW   |
| 53° 15′ 24″ N, 10° 20′ 42″ O | Reppenstedt 17 | Reste eines sehr großen Grabhügels, ursprünglich wohl rund, heute unregelmäßig im Durchmesser 14 × 6 m und Höhe noch 0,4 m. Rand läuft aus. Am Nordost-Ende eine große tiefe L-förmige Eingrabung, darin Bauschutt abgelagert. | 28932462 | BW   |
| 53° 15′ 18″ N, 10° 20′ 37″ O | Reppenstedt 18 | Fast rund, Durchmesser ca. 8 m und Höhe ca. 0,4 m, Rand auslaufend. | 28932560 | BW   |

### Reppenstedt 24
- ID:28931660
- Ca. 1,5 km nördlich von Reppenstedt liegt eine Gruppe von 5 Grabhügeln (FStNr. 24–28) und mindestens einer Erhöhung, bei der es sich ebenfalls um einen Grabhügel handeln könnte (FStNr. 32). FStNr. 24 und 26 sind annähernd rund, FStNr. 25 ist schwach, FStNr. 27 und 28 sind stärker oval. Dm. bzw. L. 11 – 18 m, H. 0,5 – 0,8 m. An den Hügel befinden sich verschiedene leichte Beschädigungen.

| Lage                         | Bezeichnung    | Beschreibung | ID       | Bild |
| ---------------------------- | -------------- | --- | -------- | ---- |
| 53° 15′ 58″ N, 10° 20′ 48″ O | Reppenstedt 24 | Rund, Dm. 16,5 m; H. 0,8 m. In der Kuppe große flache Eingrabung. | 28931662 | BW   |
| 53° 16′ 1″ N, 10° 20′ 55″ O  | Reppenstedt 25 | Leicht oval, Ost-West orientiert, L. 11 m; Br. 10 m; H. 0,6 m. In der Oberfläche leichte Unebenheiten.                                                                                           | 28931664 | BW   |
| 53° 16′ 0″ N, 10° 20′ 55″ O  | Reppenstedt 26 | Fast rund, Dm. 11 m; H. 0,6 m. Rand nach Norden und Osten auslaufend, ansonsten schwach abgesetzt. In der Kuppe eine flache Mulde.                                                               | 28931666 | BW   |
| 53° 15′ 56″ N, 10° 20′ 56″ O | Reppenstedt 27 | Oval, Ost-West orientiert, L. 13,5 m; Br. 11 m; H. bis 0,5 m. Kuppe abgeflacht, Rand auslaufend. Oberfläche unregelmäßig, darin flache Mulden und Fahrspuren.                                    | 28931668 | BW   |
| 53° 15′ 56″ N, 10° 20′ 58″ O | Reppenstedt 28 | Oval, Ost-West orientiert, L. 18 m; Br. 15 m; H. bis 0,7 m. Kuppe abgeflacht, Rand nach Norden auslaufend, sonst schwach abgesetzt.                                                              | 28969403 | BW   |
| 53° 15′ 54″ N, 10° 21′ 1″ O  | Reppenstedt 43 | Rund, Durchmesser ca. 19 m, und Höhe ca. 0,4 m. Zentrale Eingrabung durch Wildschweine ca. 0,2 m tief. Darin faust- bis doppelfaustgroße Steine und flache plattige Steine sowie Flintabschläge. | 48885461 | BW   |
| 53° 15′ 58″ N, 10° 20′ 44″ O | Reppenstedt 44 | Rundlich, Durchmesser ca. 15 m und Höhe ca. 0,3 – 0,4 m. Flache Kuppe mit leicht abgesetztem Rand. Am Westrand alter Weg.                                                                        | 48886193 | BW   |